# 庄参
庄参，西汉官员。公元前113年，西汉皇帝汉武帝派遣安国少季出使南越国，前往告谕南越国新一任君主赵兴，让他比照汉朝的内诸侯前来长安朝拜汉武帝。安国少季出使到南越国后，年幼的赵兴和其原为中原人的母亲樛太后都主张内属，但掌握南越国实权的丞相吕嘉却反对内属，两派发生了激烈的争议。樛太后摆了一场宴席，想借汉朝使者的手除掉吕嘉，但安国少季等汉朝使者犹豫不决，错失良机。前112年，汉武帝想派庄参率2000人前往南越国为安国少季的使团助势，庄参回复说：若是为友好谈判而去，几个人就够了，若是要动武，2000人远远不够。从而拒绝了汉武帝的派遣，汉武帝罢了庄参的官，改派韩千秋和樛太后的弟弟樛乐率2000人前往南越国助势。但当他们进入南越国之后，吕嘉和其弟弟发动政变，杀死了赵兴、樛太后和汉朝的使者，拥赵兴的哥哥赵建德为新一任南越王。